# Siphonaptera
A ordem Siphonaptera (siphos= sifão ou tubo, aptera= sem asas) é representada pelas pulgas, pequenos insetos de coloração escura que não voam. São parasitas externos (ectoparasitas), que na fase adulta se alimentam majoritariamente do sangue de mamíferos, embora algumas espécies tenham aves como hospedeiro. Normalmente a interação é específica, isto é, determinadas espécies de pulgas só parasitam determinados grupos de mamíferos, existindo pulgas de morcegos, de cães, de gatos, de homem etc. Ocasionalmente, as pulgas de animais domésticos sugam também sangue humano. A peste-bubônica, que matou ⅓ da população europeia no século XIV, é transmitida pela pulga do rato, quando infectada pela bactéria Yersinia pestis.
O corpo das pulgas, que normalmente tem 3mm de comprimento, é comprimido lateralmente e revestido por um tegumento liso, características que facilitam a locomoção entre os pelos ou penas do animal hospedeiro. Se fixam na pele através de fortes garras e possuem longas pernas posteriores, utilizadas para o salto, fazendo das pulgas um dos melhores saltadores do reino animal. Os animais da ordem Siphonaptera são desprovidos de asas e apresentam peças bucais adaptadas para perfurar a pele e sugar o sangue do hospedeiro.
Mais de 3000 espécies de pulgas foram descritas no mundo, sendo menos de 60 encontradas no Brasil. A ordem Siphonaptera é grupo irmão da ordem Mecoptera, sendo inserida na superordem Endopterygota ou Holometabola. As pulgas existem a pelo menos 60 milhões de anos, sendo o exemplar fóssil mais antigo encontrado em âmbar, na costa do mar Báltico e datada do período Terciário, mais especificamente do Eoceno.
Seres humanos e pulgas são conhecidos de longa data. Além de serem vetores de bactérias que causam doenças, como a já citada Yersinia pestis (causadora da peste-bubônica) e Rickettsia typhi (causadora do Tifo), as pulgas afetam gatos (Ctenocephalides felis felis) e cachorros (Ctenocephalides canis), frequentes companhias do homem. Além disso, a espécie Pulex irritans tem o ser humano como hospedeiro, e sua mordida pode causar inflamação cutânea, vermelhidão e coceira. A fêmea da espécie Tunga penetrans, nome científico do “bicho-do-pé”, introduz-se por debaixo da pele do homem, normalmente no pé, para iniciar sua sucção de sangue, que pode resultar em infecção tetânica ou gangrenosa.

## Morfologia

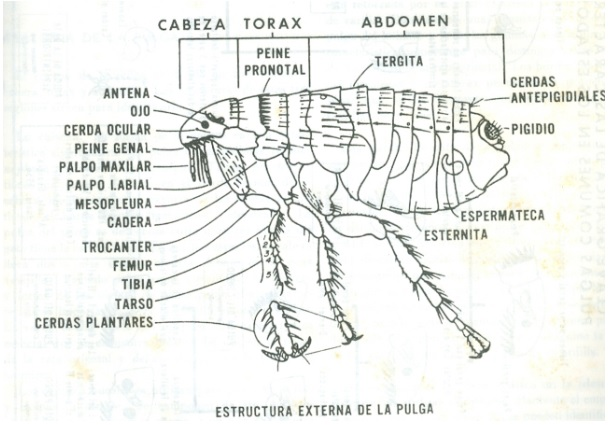
Morfologia geral de pulga extraído de: Pulgas de importancia en salud publica y su control - Organizacion panamericana de las salud

Como todo inseto, as pulgas apresentam uma divisão anatômica básica em cabeça, tórax e abdômen. Entretanto, essa divisão não é muito bem definida para esses organismos, uma vez que a cabeça está separada do tórax por apenas uma sutura (uma “linha”).
Pulgas são animais bem pequenos que, em geral, variam de tamanho entre 2 a 4 milímetros de comprimento nos adultos e tem seu corpo comprimido lateralmente - o que facilita andar entre os pelos do hospedeiro - e abdômen muito desenvolvido. São insetos que não possuem asas, e que possuem em seu corpo diversas cerdas grossas e curtas, além de  espinhos voltados para trás formando uma espécie de pente, características que também facilitam a locomoção no hospedeiro. Esses “pentes” recebem o nome de pecten.
Apresentam duas antenas curtas alojadas em sulcos na cabeça, aparelhos bucais sugadoras (3 estiletes perfurantes), e podem ou não apresentar olhos. Seus 3 pares de pernas são alongados, sendo o último responsável pelos pulos característicos.
Geralmente fêmeas são maiores que os machos, e possuem a extremidade final do abdômen mais arredondada, onde se alojam as espermatecas. As espermatecas (órgão reservatório dos espermatozoides na parte posterior do abdômen da fêmea) das pulgas são usadas para reconhecimento dos grupos.

### Cabeça
A cabeça pode ser divida em parte anterior (fronte ou clípeo) e parte posterior (occiput ou occipídio), por uma sutura frontal ‘’interligadora’’ das suturas laterais da cabeça, onde se alojam as curtas antenas (sutura antenal). As antenas são compostas por 3 segmentos: o escapo, pedicelo e flagelo ou clava, sendo este último subdividido ainda em dois flagelômeros. As cerdas na parte occiput geralmente são usadas na taxonomia das espécies.
Os olhos nesses insetos são reduzidos a uma “mancha ocular” ou são ausentes. A parte inferior da cabeça, conhecida como gena, pode carregar uma estrutura chamada de ctenídeo genal. Seu aparato bucal é do tipo Picador-Sugador (a ordem recebe o nome Siphonaptera pela maneira que se alimentam com o “sifão” ou tubo, e pela ausência de asas) e é constituído aos pares por maxilas, lacínias (simples ou serrilhadas), palpos labiais e maxilares, e por um único labro-epifaringe. Os órgãos que picam são a epifaringe e os lobos internos das lacínias maxilares. Essas estruturas estão organizadas de modo que o aparelho bucal fique apontada “para baixo”,  sendo essa disposição é denominada hipognata.

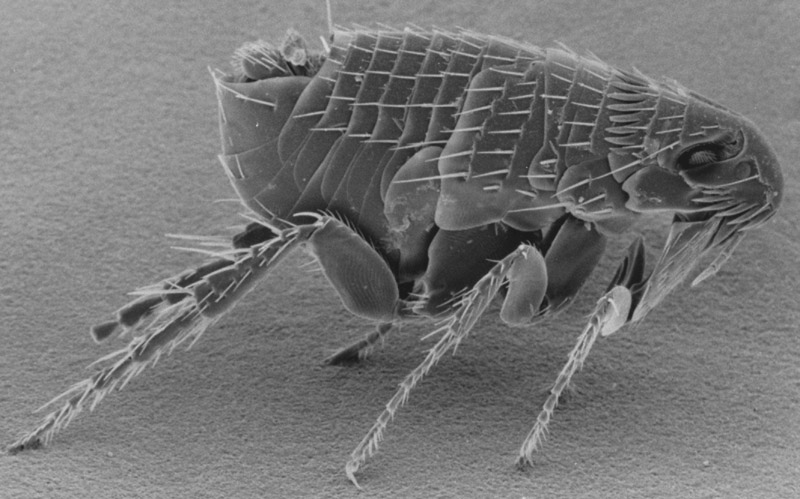
Micrografia eletrônica de varredura de pulga Ctenocephalides

### Tórax
O tórax de todos insetos é divido em 3 segmentos, e de cada uma deles partem um par de apêndices, que no caso das pulgas, são suas 6 pernas. A parte anterior é denominada protórax, a medial é o mesotórax e a diretamente ligada ao abdômen é o metatórax. A região dorsal desses segmentos recebe o nome de pronoto, mesonoto e metanoto, respectivamente. Os apêndices ligados ao metatórax são os mais importantes do ponto de vista taxonômico, pois são as pernas maiores, responsáveis pelo salto. Todas as pernas apresentam cerdas e unhas simétricas ou assimétricas. Esses 3 segmentos são reduzidas em pulgas penetrantes ou semi-penetrantes.
As pernas são subdivididas em coxa, trocanter (pequeno segmento entre coxa e fêmur), fêmur, tíbia e tarsos. São sempre 5 artículos compondo o tarso, os tarsômeros. O último tarsômero é chamado de distitarsómero. O quarto artículo tarsal é sempre o mais curto, mas entre espécies os comprimentos de todos variam.

### Abdômen
Todo abdômen de inseto é dividido em 9 a 11 segmentos. No caso das pulgas, são 10 segmentos. As “placas” do exoesqueleto quitinoso dos hexápodes presentes no abdômen recebem nomes. Quando localizados dorsalmente, são tergitos, e quando localizados ventralmente, são esternitos. Tergitos de e esternitos aparecem separados nos segmentos I a VIII. Nos segmento IX e X estes estão fundidos. O segmento IX apresenta uma estrutura sensorial, o sensilium (pigídio). Não é possível visualizar o esternito I, e as vezes, o tergito I, pois estão cobertos por uma estrutura chamada metepímero.

## Taxonomia e Filogenia
Durante muitos anos a ordem Siphonaptera foi um enigma para os taxonomistas. Por esses insetos serem adaptados quase que única e exclusivamente à vida parasitária dificulta-se muito a definição de táxons, já que as espécies dessa ordem possuem uma ecologia e morfologia muito semelhante.
O fato de terem representantes em todos os continentes, desde a Antártica até o Ártico, sustenta a conclusão de que a sua história evolutiva e suas linhagens são muito antigas. Porém, existe uma tendência de concentração das espécies nas regiões temperadas pela “preferência” aos roedores de climas mais frios.
Para construção das árvores filogenéticas dos grupos dentro da classe Insecta, utiliza-se, além de dados moleculares (DNA genômico e mitocondrial), características morfológicas gerais do grupo. Já ao nível de espécie, costuma-se fazer a classificação com base no aparato reprodutor.
Em Siphonaptera, usam-se as seguintes características para classificação:
1) presença da sutura ou vestígio esclerotizado da sutura, que divide a parte anterior e posterior da cabeça. Quando esclerotizada, a sutura recebe o nome de flax;
2) tamanho, número e formato das cerdas occipitais;
3) tipo de aparelho bucal;
4) tipos de gônadas;
5) disposição de espiráculos no epímero (divisão posterior da pleura dos insetos);
6) coloração do corpo;
7) cerdas espiniformes nas metacoxas;
8) mesocoxas com linha de fratura completa ou incompleta;
9) variação do número e disposição de cerdas nos entalhes dorsais posteriores da metatíbia;
10) comprimento dos tarsômeros - a comparação pode ser em relação à todas as pernas;
11) robustez, comprimento e local das cerdas dos tarsos;
12) ctenídios abdominais; número de cerdas variando no esternito II e muitas outras.
Devido ao já citado alto grau de especialização à vida ectoparasita, acarretando em uma morfologia singular, pesquisador tiveram grande dificuldade em sustentar qualquer relação filogenética de grupos irmãos com a ordem Siphonaptera. Mesmo assim, através de estudos de comparação de estruturas reprodutivas e morfologia corporal foi sugerido que Siphonaptera e Mecoptera fossem grupos irmãos. Posteriormente, estudos moleculares confirmaram essa relação.
Atualmente considera-se a posição de Siphonaptera dentro de Endopterygota/Holometabolos como sendo:
(((((Diptera (Siphonaptera; Mecoptera))(Trichoptera; Lepidoptera)) Hymenoptera)((Neuroptera; Megaloptera; Raphidioptera) Coleoptera))
|  | \| \| Megaloptera \| \| \| \| \| \| Raphidioptera \| \| \| \| \| \| Neuroptera \| \| \| \| |
|  |                                                                                            |
|  | Coleoptera                                                                                 |
|  |                                                                                            |
|  | Megaloptera                                                                                |
|  |                                                                                            |
|  | Raphidioptera                                                                              |
|  |                                                                                            |
|  | Neuroptera                                                                                 |
|  |                                                                                            |

|  | Megaloptera   |
|  |               |
|  | Raphidioptera |
|  |               |
|  | Neuroptera    |
|  |               |

|  | Strepsiptera |
|  |              |

|  | Diptera                                                    |
|  |                                                            |
|  | \| \| Mecoptera \| \| \| \| \| \| Siphonaptera \| \| \| \| |
|  |                                                            |
|  | Mecoptera                                                  |
|  |                                                            |
|  | Siphonaptera                                               |
|  |                                                            |

|  | Mecoptera    |
|  |              |
|  | Siphonaptera |
|  |              |

|  | Trichoptera |
|  |             |
|  | Lepidoptera |
|  |             |

|  | Diptera                                                    |
|  |                                                            |
|  | \| \| Mecoptera \| \| \| \| \| \| Siphonaptera \| \| \| \| |
|  |                                                            |
|  | Mecoptera                                                  |
|  |                                                            |
|  | Siphonaptera                                               |
|  |                                                            |

|  | Mecoptera    |
|  |              |
|  | Siphonaptera |
|  |              |

|  | Trichoptera |
|  |             |
|  | Lepidoptera |
|  |             |

|  | Hymenoptera |
|  |             |

|  | Diptera                                                    |
|  |                                                            |
|  | \| \| Mecoptera \| \| \| \| \| \| Siphonaptera \| \| \| \| |
|  |                                                            |
|  | Mecoptera                                                  |
|  |                                                            |
|  | Siphonaptera                                               |
|  |                                                            |

|  | Mecoptera    |
|  |              |
|  | Siphonaptera |
|  |              |

|  | Trichoptera |
|  |             |
|  | Lepidoptera |
|  |             |

|  | Diptera                                                    |
|  |                                                            |
|  | \| \| Mecoptera \| \| \| \| \| \| Siphonaptera \| \| \| \| |
|  |                                                            |
|  | Mecoptera                                                  |
|  |                                                            |
|  | Siphonaptera                                               |
|  |                                                            |

|  | Mecoptera    |
|  |              |
|  | Siphonaptera |
|  |              |

|  | Trichoptera |
|  |             |
|  | Lepidoptera |
|  |             |

|  | Hymenoptera |
|  |             |

|  | \| \| Megaloptera \| \| \| \| \| \| Raphidioptera \| \| \| \| \| \| Neuroptera \| \| \| \| |
|  |                                                                                            |
|  | Coleoptera                                                                                 |
|  |                                                                                            |
|  | Megaloptera                                                                                |
|  |                                                                                            |
|  | Raphidioptera                                                                              |
|  |                                                                                            |
|  | Neuroptera                                                                                 |
|  |                                                                                            |

|  | Megaloptera   |
|  |               |
|  | Raphidioptera |
|  |               |
|  | Neuroptera    |
|  |               |

|  | Strepsiptera |
|  |              |

|  | Diptera                                                    |
|  |                                                            |
|  | \| \| Mecoptera \| \| \| \| \| \| Siphonaptera \| \| \| \| |
|  |                                                            |
|  | Mecoptera                                                  |
|  |                                                            |
|  | Siphonaptera                                               |
|  |                                                            |

|  | Mecoptera    |
|  |              |
|  | Siphonaptera |
|  |              |

|  | Trichoptera |
|  |             |
|  | Lepidoptera |
|  |             |

|  | Diptera                                                    |
|  |                                                            |
|  | \| \| Mecoptera \| \| \| \| \| \| Siphonaptera \| \| \| \| |
|  |                                                            |
|  | Mecoptera                                                  |
|  |                                                            |
|  | Siphonaptera                                               |
|  |                                                            |

|  | Mecoptera    |
|  |              |
|  | Siphonaptera |
|  |              |

|  | Trichoptera |
|  |             |
|  | Lepidoptera |
|  |             |

|  | Hymenoptera |
|  |             |

|  | Diptera                                                    |
|  |                                                            |
|  | \| \| Mecoptera \| \| \| \| \| \| Siphonaptera \| \| \| \| |
|  |                                                            |
|  | Mecoptera                                                  |
|  |                                                            |
|  | Siphonaptera                                               |
|  |                                                            |

|  | Mecoptera    |
|  |              |
|  | Siphonaptera |
|  |              |

|  | Trichoptera |
|  |             |
|  | Lepidoptera |
|  |             |

|  | Diptera                                                    |
|  |                                                            |
|  | \| \| Mecoptera \| \| \| \| \| \| Siphonaptera \| \| \| \| |
|  |                                                            |
|  | Mecoptera                                                  |
|  |                                                            |
|  | Siphonaptera                                               |
|  |                                                            |

|  | Mecoptera    |
|  |              |
|  | Siphonaptera |
|  |              |

|  | Trichoptera |
|  |             |
|  | Lepidoptera |
|  |             |

|  | Hymenoptera |
|  |             |

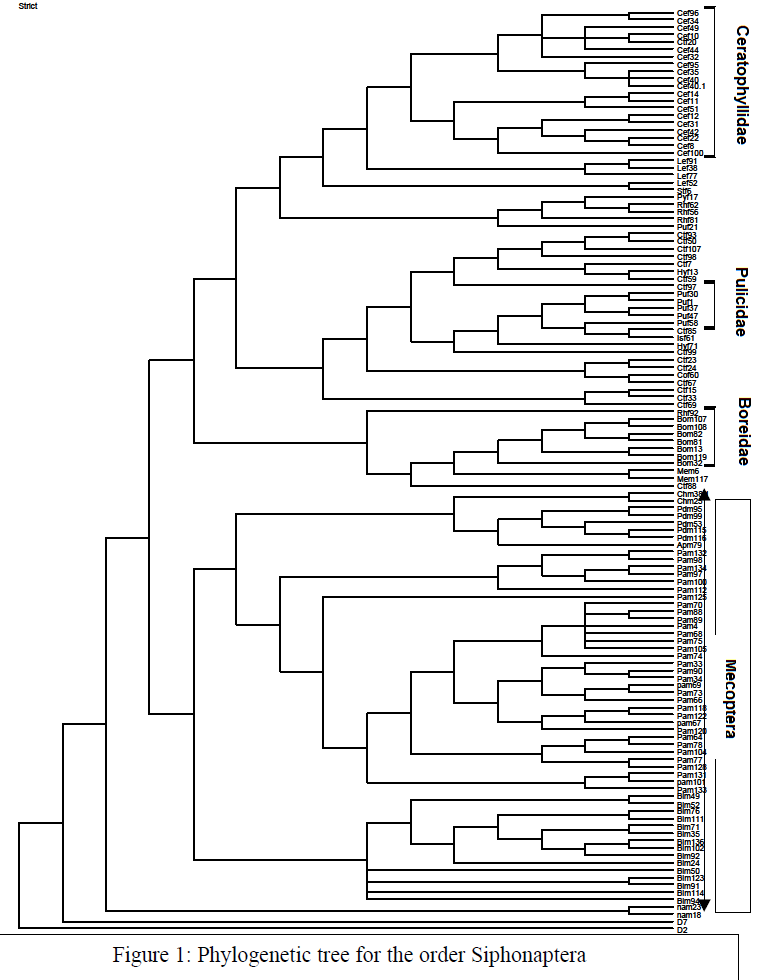
Filogenia de parte das famílias de Siphonaptera + Mecoptera

Apesar de estudos confirmarem que a ordem Strepsiptera está inserida super-ordem dos Holometabolos, sua posição na filogenia ainda é discutida.
O parentesco entre Siphonaptera e Mecoptera foi ratificado por um estudo publicado em 2014, que tenta reafirmar essa relação pela reunião de diversos artigos sobre dados moleculares (extração DNA e técnica de PCR) e morfológicos de diferentes espécies pulgas e moscas-escorpião. Esse compilado de dados moleculares ainda não consegue suportar a filogenia completa entre as famílias de pulgas.

São conhecidas aproximadamente 310 gêneros e ou subgêneros distribuídas em 15 famílias (alguns consideram 16)
Familias:
- Ancistropsyllidae
- Ceratophyllidae
- Chaimaeropsyllidae
- Coptopsyllidae
- Ctenophthalmidae
- Hypsophthalmidae
- Ischnopsyllidae
- Malacopsyllidae
- Pulicidae
- Pygiopsyllidae
- Rhopalopsyllidae
- Stephanocircidae
- Tungidae
- Vermipsyllidae
- Xiphiopsyllidae

A família que parece ser melhor sustentada, tendo sua monofilia fortemente confirmada por pesquisas da área, é a Ceratophyllida. A falta de estudos taxonômicos deixa as demais famílias pouco sustentadas.
Apesar de não haver uma filogenia consensual das famílias de Siphonaptera, uma pesquisa publicada em 2008, onde foram analisados 4 loci gênicos (18S e 28S do DNA ribossômico, citocromo oxidase II e Fator elongador 1-alpha) de 128 espécies de pulgas, definiu algumas relações. As arvores genealógicas geradas pelas analises mostram a família Tungidae como grupo basal e grupo irmão de todas as outras das pulgas. Famílias monofiléticos como Pygiopsillidae, Stephanocircidae, Rhopalopsyllidae foram sustentados. Pulicidae e Chaimaeropsyllidae são grupos irmãos e formam um clado monofilético. Outro clado monofilético recebe o nome de Ceratophyllomorpha, contendo Ischnopsyllidae, Ceratophyllidae, e o grupo parafilético Leptopsyllidae.
Dentre essas famílias, 8 já tiveram pelo menos 1 representante (gênero ou espécie) catalogado no Brasil, est
1. Ceratophyllidae - gênero Nosopsyllus; hospedeiro: murídeos sinantrópicos
2. Ctenophthalmidae - gênero Adoratopsylla; hospedeiro: roedores silvestres e marsupiais
3. Ischnopsyllidae - gênero Hormopsylla; hospedeiro: morcego  - gênero Sternopsylla; hospedeiro: morcego  - gênero Myodopsylla; hospedeiro: morcego - gênero Ptilopsylla; hospedeiro: morcego - gênero Rothschildopsylla; hospedeiro: morcego
4. Leptopsyllidae - gênero Leptopsylla; hospedeiro: roedores sinantrópico
5. Pulicidae - gênero Pulex; hospedeiro: diversidade de hospedeiros, mais frequentemente em animais de habitações humanas   - gênero Xenopsylla; hospedeiro: animais domésticos, especialmente carnívoros   - gênero Ctenocephalides; hospedeiro: animais domésticos
6. Rhopalopsyllidae representa mais de 50% da sifonapterofauna brasileira
7. Stephanocircidae - gênero Craneopsylla; hospedeiro: roedores silvestres e as vezes marsupiais
8. Tungidae - gênero Tunga; hospedeiro: desde homens até roedores    - gênero Hectopsylla; hospedeiro: psitacídeos (aves)    - gênero Rhynchopsyllus; hospedeiro: morcego

Há mais duas famílias que possivelmente podem ter representantes ocorrendo no Brasil, pelo fato de estarem em países próximos. Estas são Malacopsyllidae, exclusiva de região neotropical, e Pygiopsyllidae, encontrada no Equador, Peru e Colômbia, parasitando marsupiais e roedores silvestres.

## Ciclo de Vida e Desenvolvimento
Pulgas são animais holometabólicos, ou seja,  fazem metamorfose completa,  passando por quatro estágios de vida: ovo, larva, pupa e imago. Na maioria das espécies, as pulgas fêmea e macho não estão completamente maduras quando emergem da pupa, e precisam se alimentar de sangue antes de se tornarem férteis. A primeira alimentação de sangue ativa a maturação dos ovários nas fêmeas e a dissolução do "plug" testicular em machos, possibilitando a copulação, que costuma ocorrer em seguida. Alguma espécies se reproduzem o ano todo, enquanto outras sincronizam suas atividades com ciclo de vida do hospedeiro ou com fatores ambientais locais e condições climáticas  Populações de pulgas consiste em 50% ovos, 35% larvas, 10% pupa e 5% adultos.

### Ovo
Os ovos de pulgas de gatos, por exemplo, são brancos perolados, ovais e têm 0,5 mm de comprimento.
O número de ovos postos depende da espécie, variando entre duas a várias dúzias. O número total de ovos produzidos no tempo de vida de uma fêmea (fecundidade) varia por volta de cem a vários milhares. Em algumas espécies, a pulga vive no ninho ou enterrada e os ovos são enterrados em um substrato, mas em outras os ovos são colocados no próprio hospedeiro e podem cair no chão. Por causa disso, áreas onde o hospedeiro descansa e dorme se tornam um dos habitats primários de ovos e desenvolvimento de larvas. Os ovos levam cerca de dois dias a duas semanas para eclodirem. Experimentos mostraram que as pulgas depositam mais ovos em hospedeiros que têm pouca ingestão de alimentos, e que ovos e larvas sobrevivem melhor nessas condições, talvez porque o sistema imunológico do hospedeiro esteja comprometido.

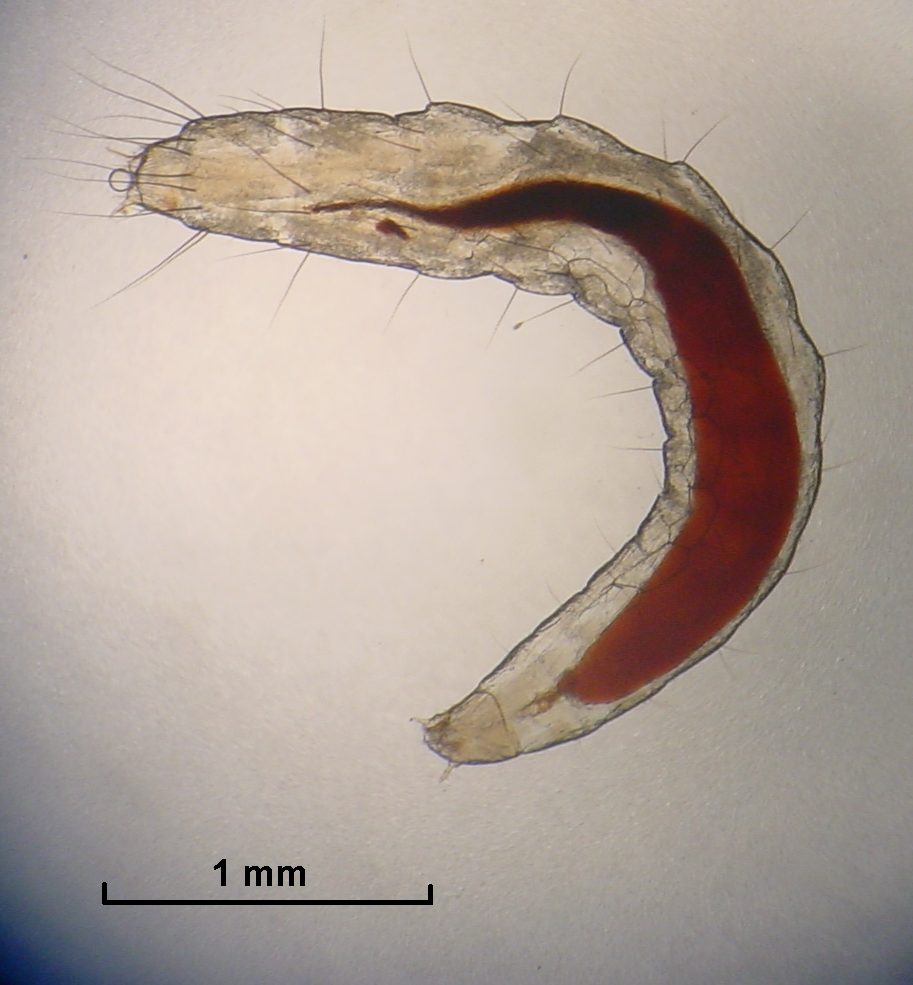
Larva de pulga

### Larva
As larvas das pulgas emergem dos ovos para se alimentar de qualquer material orgânico disponível, como insetos mortos, fezes, outros ovos e matéria vegetal. Em estudos de laboratório, alguma diversidade na dieta parece necessária para o desenvolvimento larval adequado. Dietas somente de sangue permitem que apenas 12% das larvas amadureçam, enquanto que as dietas de sangue e levedura ou comida de cachorro permitem que quase todas as larvas amadureçam. Outro estudo também mostrou que 90% das larvas se tornam adultos quando a dieta inclui ovos não viáveis. Larvas são cegas e evitam a luz solar, mantendo-se em locais escuros e úmidos, como areia ou terra, rachaduras e fendas, sob tapetes e roupas de cama.

### Pupa

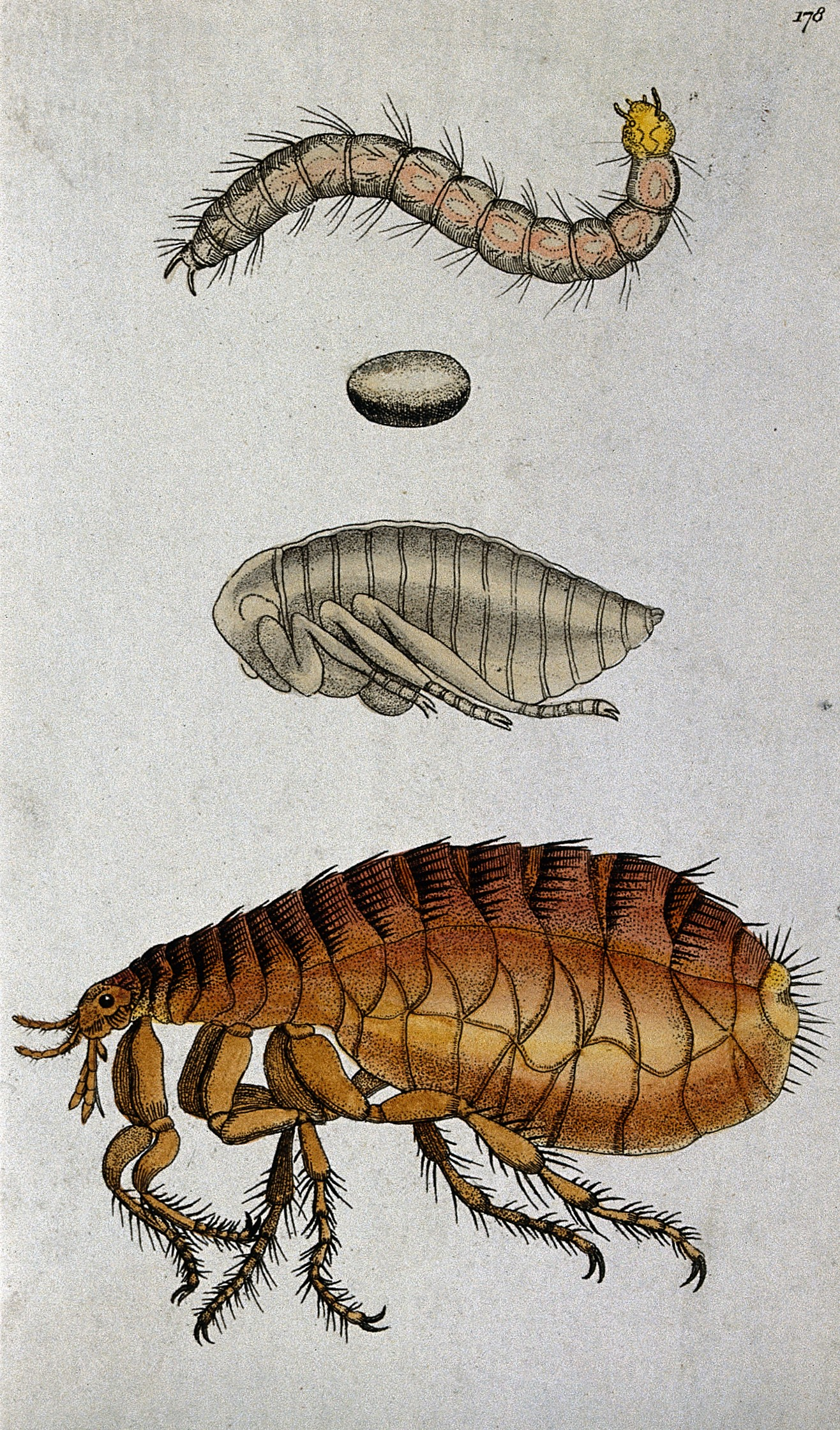
Estágios de vida da pulga do cão Ctenocephalides canis. Larva, ovo, pulpa e imago

Dada uma quantidade adequada de alimento, as larvas se tornam pupas e tecem os casulos de seda após três fases larvais. Dentro do casulo, a larva faz muda pela última vez e sofre metamorfose para a forma adulta. Isso pode levar apenas quatro dias ou pode levar mais tempo, caso haja condições ruins. Segue-se um estágio de duração variável durante o qual o adulto pré-emergente aguarda condições adequadas para eclodir. Os fatores desencadeantes dessa emergência incluem vibrações (incluindo som), calor (em hospedeiros de sangue quente) e altos níveis de dióxido de carbono; todos esses estímulos podem indicar a presença de um possível hospedeiro. Um grande número de pulgas pré-emergentes pode estar presente em ambientes livres de pulgas, e a introdução de um hospedeiro pode desencadear um aparecimento em massa de pulgas.

### Imago
Uma vez que a pulga atinge a idade adulta, seu objetivo principal é encontrar sangue e depois reproduzir-se. Machos e femeas da pulga do gato recém saídos da pupa são muito semelhantes, e vão se diferenciando à medida que crescem. As pulgas fêmeas podem pôr 5000 ovos ou mais ao longo de sua vida, permitindo um rápido aumento do crescimento. De um modo geral, uma pulga adulta só vive por 2 ou 3 meses. Sem um hospedeiro para fornecer uma refeição de sangue, a vida de uma pulga pode se reduzir a apenas alguns dias. Em condições ideais de temperatura, alimento e umidade, as pulgas adultas podem viver por até um ano e meio. Pulgas adultas completamente desenvolvidas podem viver por vários meses sem comer. As temperaturas ideais para o ciclo de vida da pulga são de 21 a 30°C e umidade ideal é de 70%.
A quantidade de pulgas que chegam a idade adulta é muito pequena quando comparada a grande quantidade de ovos que uma fêmea põe. Populações de pulgas apenas sobrevivem pela grande capacidade reprodutiva e pela íntima relação da pulga com seu respectivo hospedeiro, assim como o ambiente onde o hospedeiro vive. No entanto, dado algum fator ambiental favorável, maiores quantidade de pulgas chegarão à idade adulta, e uma infestação de pulgas poderá ocorrer.

## Ecologia
A ordem Siphonaptera apresenta muitas relações ecológicas com uma grande diversidade de outros grupos de animais. A maioria das espécies de pulga é parasita de mamíferos sendo que, dentre esses parasitados, há uma notável preferência por roedores. O desenvolvimento da fase larval das pulgas, que ocorre no ninho ou no habitat do hospedeiro, é muito sensível às condições de temperatura, umidade e fluxo de visita do hospedeiro.
Após o desenvolvimento da pupa, o indivíduo prestes a emergir pode retardar esse processo, permanecendo em estado quiescente. O metabolismo é reduzido e a ingestão de alimento pode ser cessar por até cerca de 6 meses. A dormência é interrompida rapidamente caso detecta-se um possível hospedeiro por perto.
Algumas espécies de pulga têm hábito de vida sedentário e são muito específicas na escolha do hospedeiro. Essas espécies possuem baixa capacidade de pulo, olhos pouco desenvolvidos e podem aguentar até cerca de 10 meses de jejum, devido à grande massa corporal de gordura do indivíduo adulto. As espécies sedentárias geralmente parasitam aves que retornam ao mesmo ninho anualmente. Em contrapartida, outras espécies de pulgas apresentam hábito nômade. Conseguem saltar grandes distâncias, têm olhos bastante desenvolvidos e são capazes de parasitar diversos hospedeiros.

### Salto

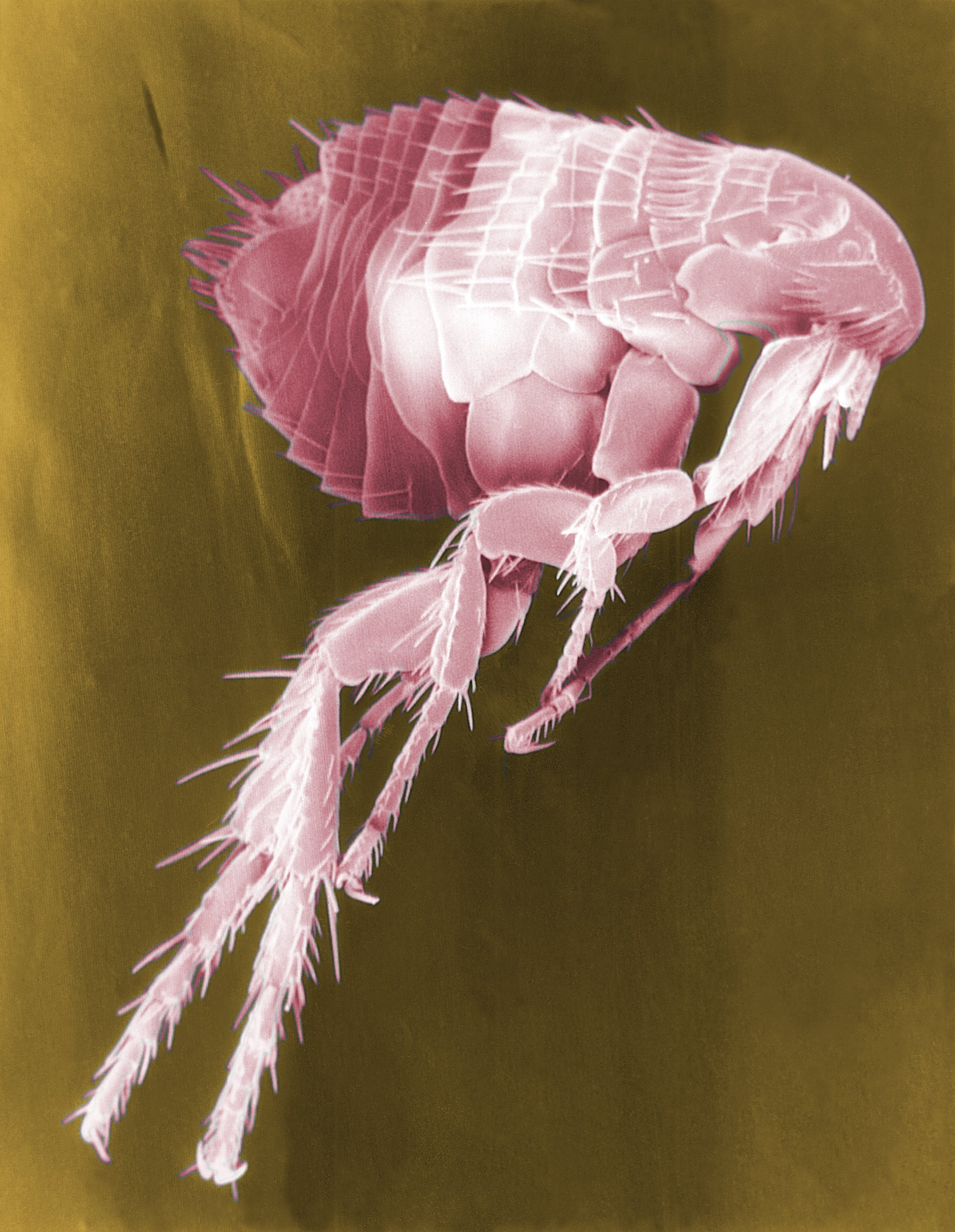
Micrografia eletrônica de pulga, colorida artificialmente. Provável posição durante o salto

A característica mais notável das pulgas é sua capacidade de salto. Elas possuem apêndices traseiros adaptados para realizar esse movimento, que é capaz de atingir alturas de até 18 cm e distâncias horizontais de até 33 cm. Esses saltos não são gerados apenas por força muscular visto que tais animais possuem uma proteína chamada resilina nas patas traseiras. Essa proteína armazena energia elástica gerada pelo movimento das patas no início do salto, que ocorre da seguinte forma: a pulga junta suas patas traseiras e aproxima-as das medianas, até que o fêmur esteja quase na vertical. Momentos antes do pulo, as patas medianas e dianteiras são movidas para trás, erguendo moderadamente a parte frontal do animal. Há um mecanismo de “catch” que acumula energia até o momento anterior ao salto e gera uma liberação instantânea de força extremamente elevada. A força de impulsão aliada à cutícula rígida do exoesqueleto das pulgas gera o impulso característico deste grupo. Quando na descendente, elas abrem as patas como forma de controle parcial sobre o local de aterrissagem do salto.

### Relação com o hospedeiro
Diferenças na temperatura, altitude, latitude, umidade relativa do ar, ou outros fatores climáticos do ninho do hospedeiro influenciam na distribuição, no número de ovos e nas associações pulga-hospedeiro. Estudos da distribuição de espécies de Siphonaptera mostram que existe uma preferência de certas espécies por um intervalo de altitude, ou a prevalência de algumas espécies sobre outras variando com a temperatura local. Em cães e gatos, a infestação crônica por pulgas provoca dermatite alérgica, a doença de pele mais comum dentre animais domésticos cujos sintomas são coceira intensa, que causa grande incômodo nos animais ao ponto deles se ferirem por arranhados e lambidos intensos. Estes sintomas são causados pela inoculação de material antigênico proveniente das glândulas salivares das pulgas. Infestações severas chegam a provocar anemia nos hospedeiros, principalmente nos jovens. Além da dermatite alérgica, pulgas transmitem o parasita intestinal mais comum entre cães, o helminto Dipylidium caninum, causador da dipilidiose. Os sintomas desta doença só se manifestam em infecções intensas, que causam inflamação da mucosa intestinal, diarreia, cólica, redução do apetite e consequente emagrecimento. Em casos mais graves podem ocorrer manifestações neurológicas e obstrução intestinal.

## Estudos Pioneiros

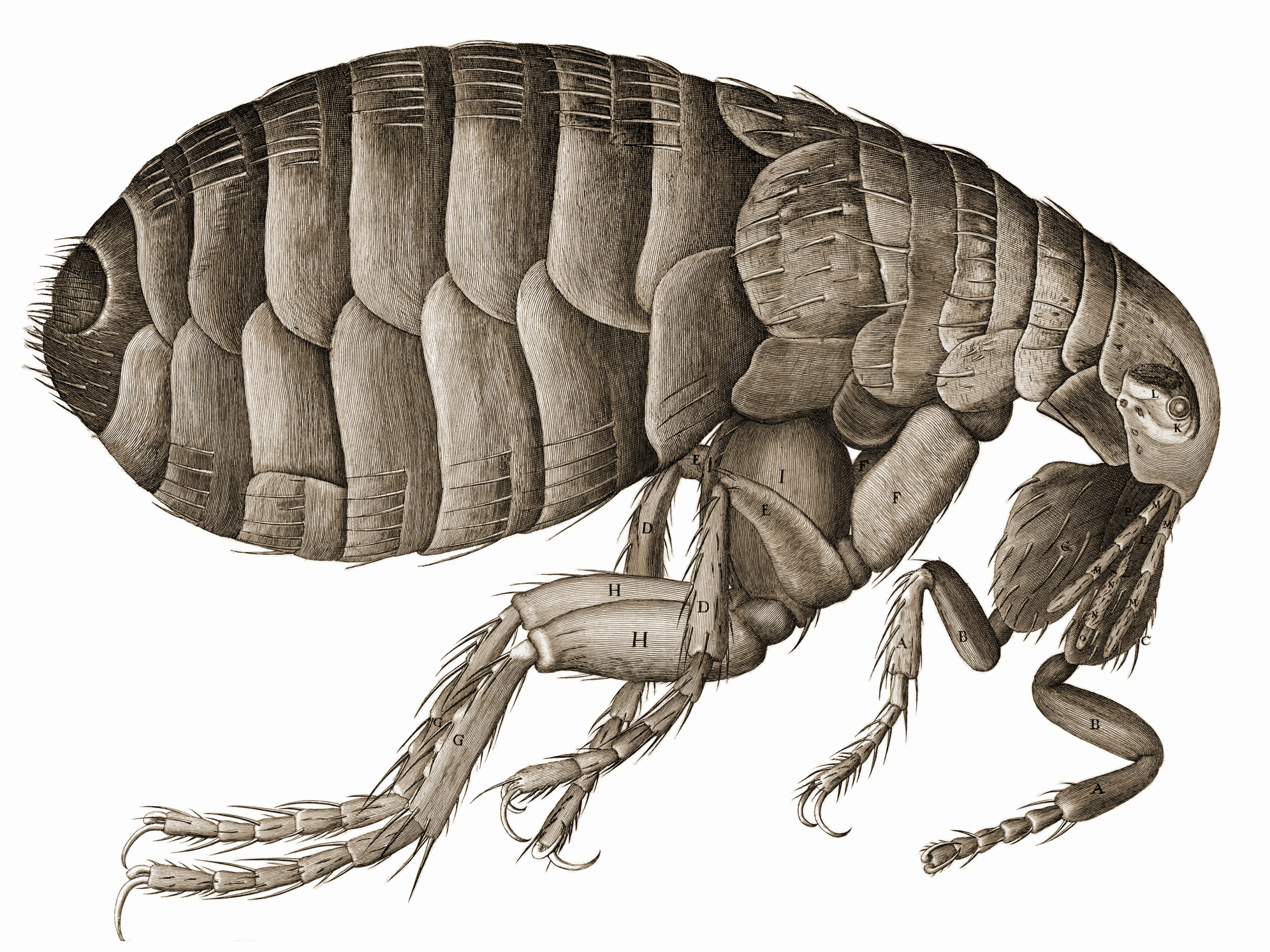
Pulga desenhada por Robert Hooke em seu famoso livro Micrographia

### Hooke, Leeuwenhoek e o microscópio

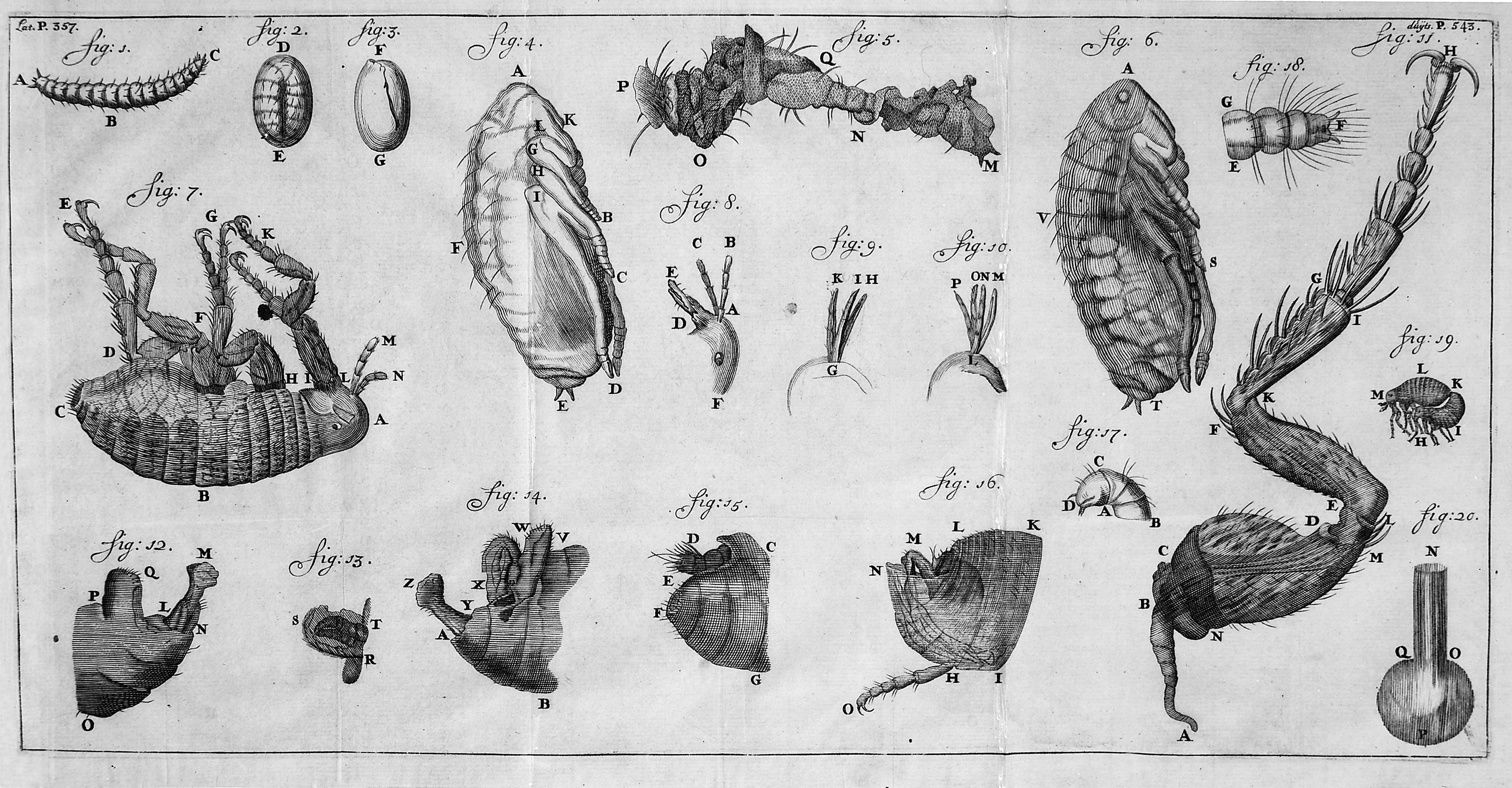
Desenvolvimento da pulga, do ovo até adulto. Antonie van Leeuwenhoek, 1680

Em 1665, o cientista inglês Robert Hooke (1635-1703), após desenvolver o microscópio composto, desenhou  pequenos organismos observados através da ferramenta e publicou o livro Micrographia. Dentre os desenhos, estava a gravura de uma pulga, nunca antes desenhada com tantos detalhes. Anos mais tarde, em 1680 o cientista holandês Antonie van Leeuwenhoek, desta vez utilizando um microscópio de lente simples, desenhou o desenvolvimento de uma pulga, do ovo até o adulto.

### A coleção de Rothschild
Aproximadamente dois séculos depois, o banqueiro e entomologista inglês Charles Rothschild (1877-1923) contribuiu para o entendimento humano da ordem Siphonaptera ao criar uma grande coleção de pulgas, hoje conservada no Natural History Museum, em Londres. O acervo de Rothschild contava com cerca de 260 000 espécimes, tendo ele descrito e nomeado por volta de 500, entre elas a Xenopsylla cheopis, também conhecida como pulga do rato, responsável pela transmissão da peste bubônica.

## Relações diretas com o ser humano

### Pulex irritans

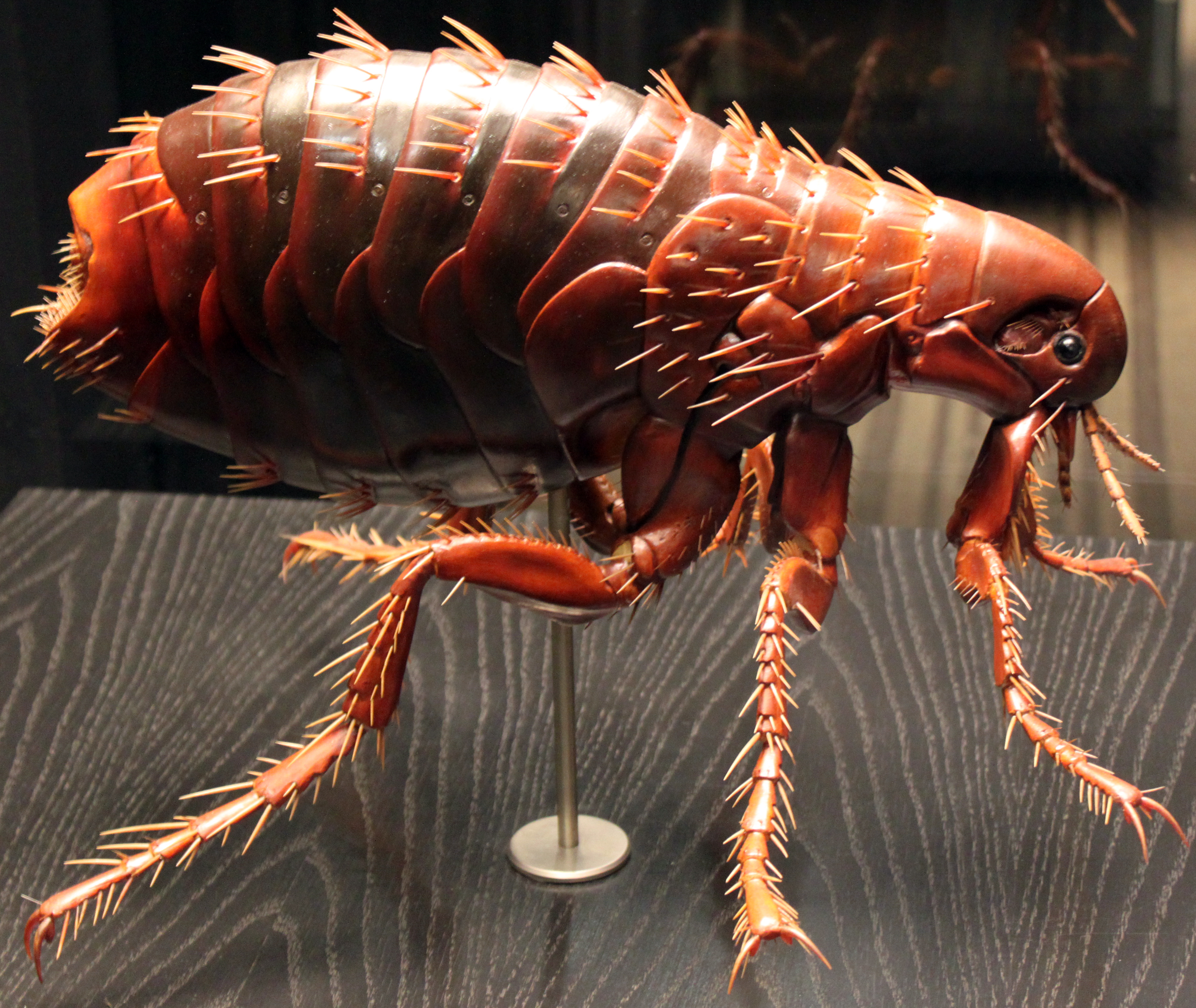
Modelo 3D de P. irritans feita por Alfred Keller em 1930. Museu de História Natural de Berlim

A espécie de pulga Pulex irritans, de distribuição natural cosmopolita, possui um largo espectro de hospedeiros, dentre eles o Homo sapiens. Devido ao grande número de espécies que infecta, a pulga-humana, como é popularmente conhecida, representa grande parte das pulgas encontradas nas áreas rurais e urbanas. Em um estudo feito em Madagascar, por exemplo, 98% destes ectoparasitas encontradas dentro das casas monitoradas eram da espécie Pulex irritans. A picada da pulga-humana pode causar dor, irritação e coceira. O local da picada pode ficar vermelho, inchado e até sangrar. Para pessoas com predisposição, é possível o surgimento de dermatite alérgica. Estudos mostraram que P. irritans também é capaz de carregar a bactéria causadora da peste-bubônica, assim como a bactéria causadora do Tifo.

### Bicho-do-pé

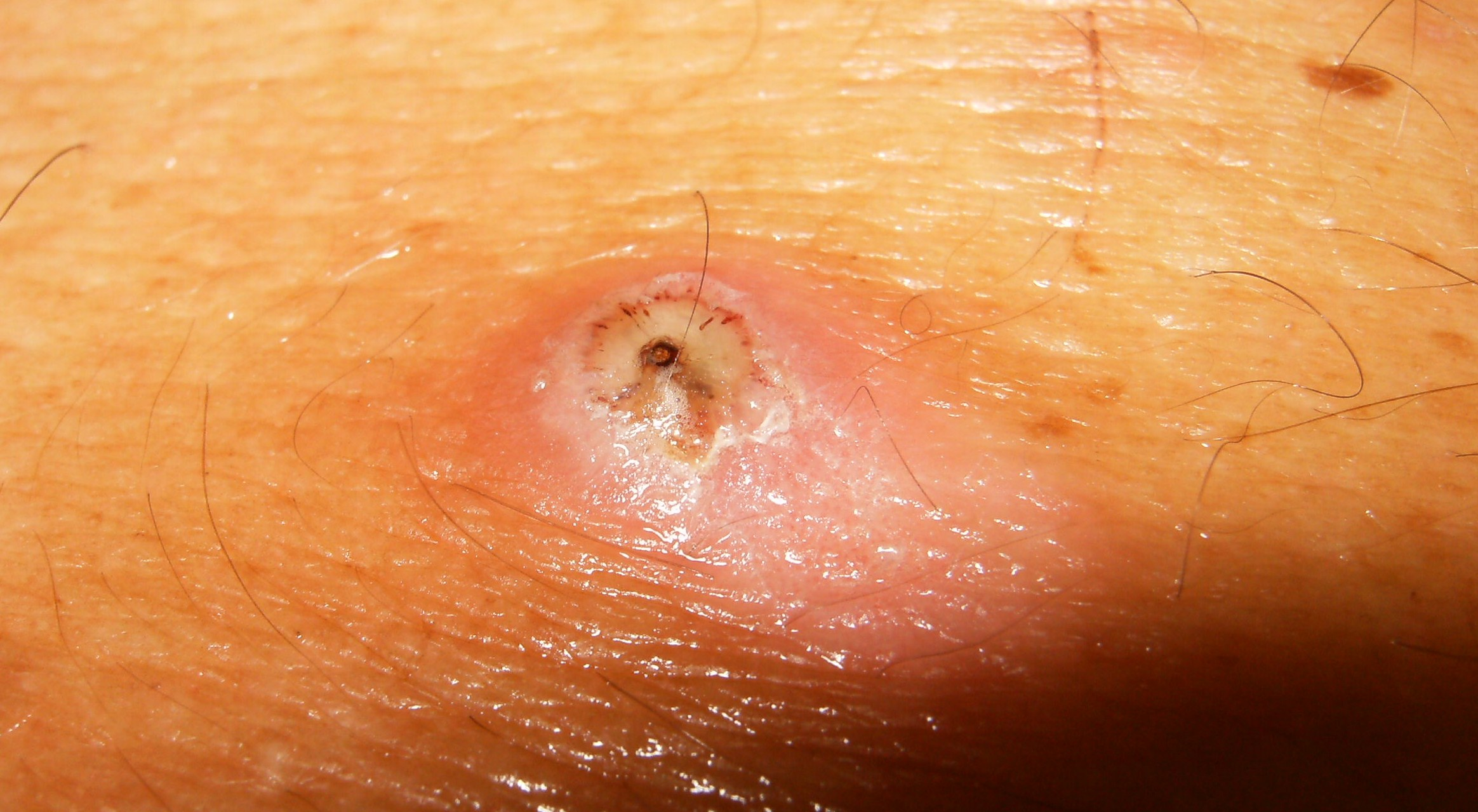
Fêmea de T. penetrans em pé humano

O bicho-do-pé, nome popular da espécie Tunga penetrans, da família Tungidae, é o agente causador da Tungíase. Tal doença é caracterizada pela entrada da fêmea na pele do hospedeiro, que pode ser o pé do ser humano, dando nome à espécie. O alojamento do inseto no pé causa deformações ungueais e edemas, podendo também ocasionar dor e fissuras na pele, acarretando em dificuldades para andar. O bicho-do-pé ainda apresenta riscos adicionais à saúde do hospedeiro, uma vez que tem potencial de originar, por infecção secundária, a proliferação de bactérias causadoras da gangrena gasosa e do tétano, além do fungo causador das blastomicoses.

## Carregadoras de pragas

### Peste bubônica

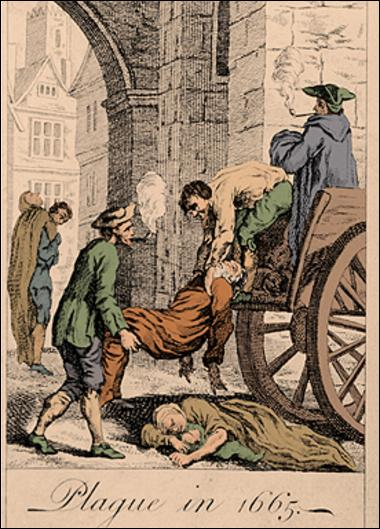
Peste negra. Londres 1665

Entre 1346 e 1353, aproximadamente ⅓ da população europeia pereceu devido à Peste negra.  Esta pandemia foi causada pela convivência do ser humano com ratos da espécie Rattus rattus, que carregavam pulgas da espécie Xenopsylla cheopis infectadas com a bactéria Yersinia pestis. Uma vez em contato com ratos, o ser humano podia ser picado pelas pulgas infectadas, contraindo a peste.É importante citar que a bactéria Y. pestis é capaz de causar, por intermédio da pulga, três tipos de patologias: peste pulmonar, peste septicêmica e peste bubônica. Além da já citada pandemia do século XIV, diversas epidemias causadas por Y. pestis assolaram a humanidade, como por exemplo em Paris e Ruão, na metade do século XV; Londres em 1655 e 1722; Egito, Síria, Turquia, Grécia e Rússia na metade do século XIX e Indonésia em 1959. A humanidade já desenvolveu eficientes antibióticos para combater a peste, que continua criando epidemias pontualmente, através da picada de pulgas infectadas.

### Tifo
O tifo murino, também conhecido como tifo endêmico, é uma doença causada pela bactéria Rickettsia typhi. Tem sintomas similares porém mais amenos que o tifo epidêmico, ou seja, febre alta e duradoura, dor de cabeça, confusão mental, náusea, dor e manchas vermelhas no corpo. Tal bactéria infecta as já citadas pulgas da espécie Xenopsylla cheopis, que possuem ratos como hospedeiros. Apesar de interagirem preferencialmente com ratos, tais ectoparasitas podem vir a sugar o sangue de seres humanos. Se contaminadas com a bactéria, essas pulgas podem infectar o novo hospedeiro, que desenvolverá o tifo murino.